# 고흥 금탑사 비자나무 숲
고흥 금탑사 비자나무숲(高興 金塔寺 비자나무 숲)은 대한민국 전라남도 고흥군 금탑사에 있는 비자나무 숲이다. 대한민국의 천연기념물 제239호로 지정되어 있다. 천등산 중턱에 있으며, 금탑사가 세워진 신라 선덕여왕 6년(637년) 이후에 조성된 것으로 보인다.

## 개요
비자나무는 우리나라의 내장산 이남과 일본에서 자란다. 잎은 두껍고 작으며 끝이 뾰족하다. 꽃은 봄에 피고, 길고 둥근 열매는 다음해 가을에 익는다. 나무의 모양이 아름다워 관상용으로 많이 이용되며, 열매는 구충제 및 변비 치료제나 기름을 짜는데 쓰인다.
고흥 금탑사의 비자나무 숲은 천등산 중턱에 있으며, 금탑사가 세워진 선덕여왕 6년(637) 이후에 조성된 것으로 보고 있다. 숲을 이루고 있는 나무의 높이는 10m 정도이고 모두 같은 시기에 심어진 것으로 생각된다.
고흥 금탑사의 비자나무 숲은 금탑사와 관련되어 심어진 것으로 보여 조상들의 문화생활 일면을 볼 수 있는 오래된 인공림으로서 생물학적 보존가치가 높아 천연기념물로 지정·보호하고 있다.

## 참고 자료
- 고흥 금탑사 비자나무 숲 - 국가유산청 국가유산포털